# Quatuor de Leipzig
Le Quatuor de Leipzig (en allemand : Leipziger Streichquartett) est un quatuor à cordes allemand fondé en 1988. L'ensemble faisait également partie de l’Ensemble Avangarde avec le pianiste de Leipzig, Steffen Schleiermacher.

## Histoire
Le Quatuor est créé en 1988, fondé en tant que Nouveau quatuor à cordes de Leipzig. Il conserve ce nom jusqu'en 1995. Trois des membres étaient à l'époque aux premiers pupitres au sein de l'Orchestre du Gewandhaus de Leipzig en poste jusqu'en 1993, ils décident finalement de se consacrer exclusivement à la musique de chambre.
Ils étudient avec Gerhard Bosse (en) à Leipzig, ancien membre et premier violon du Quatuor du Gewandhaus (1955–1977), avec le Quatuor Amadeus à Londres et Cologne, avec l'altiste Hatto Beyerle à Hanovre et avec Walter Levin (en), membre fondateur et premier violon du Quatuor LaSalle.
Depuis novembre 1991, le quatuor conçoit sa propre série de concerts, Pro Quatuor à Leipzig. En tant que partie de l’Ensemble Avangarde est le Quatuor cofondateur de l'ensemble « musica nova » du Gewandhaus de Leipzig.
Le Quatuor de Leipzig, lance en 1996, le « cycle des quatuors à cordes de Beethoven en signe de l'amitié européenne », qui a réuni plus de quinze ville en Europe. Les neuf disques du premier enregistrement complet de tous les quatuors à cordes de Franz Schubert est achevé en 1997. En 2002, l'ensemble est le quatuor en résidence au Théâtre royal de Madrid.
Le Quatuor de Leipzig s'est produit au Gewandhaus de Leipzig de 1993 à 2000, dans le cycle tous les grands quatuors de la première et de la seconde école de Vienne. En 1996, les membres de l'ensemble assuraient la création allemande de "À trois", pour trio à cordes et orchestre d'Alfred Schnittke.
Une intense activité de concerts les mêne à travers l'Europe, l'Amérique du Nord et du Sud, en Australie, au Japon, en Israël, en Afrique et en Asie. L'ensemble a visité jusqu'à présent plus de 60 Pays. Sa soixantaine de disques, principalement chez le label allemand Dabringhaus & Grimm (MDG), a été récompensée à plusieurs reprises.

## Répertoire
Le Quatuor joue, à côté du répertoire classique, des œuvres du répertoire classique, moderne et contemporain.
L'ensemble a interprété des créations notamment des œuvres de Beat Furrer, Claus-Steffen Mahnkopf, Wolfgang Rihm, Steffen Schleiermacher, Christian Fumiste, Siegfried Thiele (Quatuor à cordes en un mouvement, 1997), Viktor Ullmann, Jörg Widmann, David Philip Hefti, Rainer Riehn, Ulrich Leyendecker et Bernd Franke.
Les partenaires musicaux de l'ensemble, sont entre autres, le clarinettiste Karl Leister, le violoncelliste Michael Sanderling, l'altiste Hartmut Rohde, les pianistes Alfred Brendel, Christian Zacharias et Andreas Staier, la soprano Christiane Oelze, le baryton Olaf Bär et le clarinettiste klezmer Giora Feidman.

## Membres
- Andreas Seidel – 1er violon (jusqu'à 2008)
  - Stefan Arzberger – 1er violon (2008-2015)[3],[4]
  - Conrad Muck – 1er violon (depuis 2015)
- Tilman Büning – violon
- Ivo Bauer – alto
- Matthias Moosdorf – violoncelle

## Prix
- Concours international de musique de l'ARD de Munich (2e prix), en 1991[1]
- Prix des Frères Busch, une Société, de 1991
- Prix de la promotion de la musique de la société Siemens, en 1992[1]
- Prix Schneider-Schott de Mayence, en 1993 (pour la série « musica nova »)
- Bourse de l'Amadeus Scholarship Fund
- Bourse de la Fondation du fonds culturel
- Prix de la critique allemande du disque
- Diapason d'Or
- Premios CD-Compact
- Cannes Classical Award (deux nominations)
- Echo Klassik, 1999, 2000, 2003, 2008 et 2012
- Indie-Awards en 1999 et 2000